# 富特號驅逐艦 (DD-169)
富特號驅逐艦（舷號DD-169），轉交英國皇家海軍後更名為羅布魯號，服役於蘇聯海軍時更名為剛強號，是一艘美國海軍建造的驅逐艦，為維克斯級驅逐艦的95號艦。她是美軍第二艘以富特為名的軍艦，以紀念美國內戰時期的海軍軍官安德魯·富特（Andrew Hull Foote）。
富特號在1918年於霍河造船廠開始建造，在同年下水，於1919年服役，其時第一次世界大戰已經結束。稍後富特號被派往大西洋執勤，於1922年退役封存。第二次世界大戰爆發後，富特號在1940年重新服役，並在同年按租借法案轉交英國，更名為羅布魯。此後羅布魯號主要用作護航商船。1944年羅布魯號轉交蘇聯，更名剛強號。戰後蘇聯在1949年將剛強號歸還英國，並出售拆解。